# Langhalsschorsloper
De langhalsschorsloper (Paradromius longiceps) is een keversoort uit de familie van de loopkevers (Carabidae). De wetenschappelijke naam van de soort werd in 1826 gepubliceerd door Pierre François Marie Auguste Dejean.